# Phasia brasiliensis
Phasia brasiliensis là một loài ruồi trong họ Tachinidae.